# Anders Samuelsen
Anders Samuelsen (Horsens, 1 d'agost de 1967) és un polític danès, El 2016 va ser nomenat ministre d'Afers Exteriors de Dinamarca. També és diputat del Parlament de Dinamarca amb l'Aliança Liberal. El 1993 es va graduar en ciències polítiques per la Universitat d'Aarhus. Va treballar al ministeri de Finances. Va ser parlamentari entre 1998 i 2004. Des de 2003 presideix l'Associació de Protecció Civil. Entre 2017 i 2019 fou President del Comitè de Ministres del Consell d'Europa.